# Турчин, Алексей Владимирович
Алексей Владимирович Турчин (род. 8 ноября 1957 году, Ленинград — 17 февраля 2012 года, Кейптаун, ЮАР) — российский полярник, океанолог, логист и организатор экспедиций в Арктику и Антарктику. Сыграл ключевую роль в восстановлении воздушного сообщения с Антарктидой и развитии международного авиационного проекта DROMLAN.

## Ранние годы
Алексей Турчин родился в 1957 году в городе Ленинграде в семье инженеров. Его родители, выпускники Ленинградского института авиаприборостроения, работали в области авиационной техники и вычислительной математики. Отец участвовал в создании стратегических ракет, а мать, доктор наук, работала на кафедре вычислительной математики и кибернетики в Ленинградском военно-механическом институте.

## Образование
По окончании школы Алексей Турчин самостоятельно решил поступать на географический факультет Ленинградского государственного университета (ЛГУ), выбрав специализацию по океанологии. Изучая океанологию, он был вдохновлён лекциями профессора Виктора Харлампиевича Буйницкого, Героя Советского Союза и выдающегося исследователя Арктики. В 1979 году окончил географический факультет Ленинградского государственного университета по специальности «Океанология».

## Карьера
Первую производственную практику Алексей проходил на Дальнем Востоке, работая с рыбаками во Владивостоке и на Курильских островах. В 19 лет он был ответственным за приём информации со спутников и составление прогнозов для рыболовецких судов. Несмотря на скептицизм опытных моряков, его прогнозы оказались точными, что принесло ему уважение среди капитанов судов.
Вторую практику Турчин проходил на научно-исследовательском судне «Академик Ширшов» в Тихом океане, где занимался запуском аэрозондов для сбора метеорологических данных. Во время этого рейса он пережил опасное столкновение с косатками у берегов Папуа — Новой Гвинеи.
После окончания университета Алексей Турчин начал трудовую деятельность в Северо-Западном территориальном управлении по гидрометеорологии и контролю природной среды. В 1981 году он перешёл на работу в Арктический и антарктический научно-исследовательский институт (ААНИИ), где занял должность в Отделе ледового режима и прогнозов. С 1984 по 1991 год он работал старшим инженером и младшим научным сотрудником Отдела совершенствования систем и методов ледовых наблюдений.

### Работа в ААНИИ
В 1981 году Алексей Турчин начал работать в Арктическом и антарктическом научно-исследовательском институте (ААНИИ) в Ленинграде, где занял должность в Отделе ледового режима и прогнозов. В составе лаборатории ледового режима и прогнозов он занимался обработкой спутниковых снимков и составлением карт распределения льдов в Арктике. Его работа обеспечивала информацией моряков, геологов и полярников. В этот период он столкнулся с определённым недоверием со стороны опытных полярников из-за отсутствия у него опыта зимовок и непосредственной работы со льдами. С 1984 по 1991 год он работал старшим инженером и младшим научным сотрудником Отдела совершенствования систем и методов ледовых наблюдений.

### Работа на дрейфующий станции

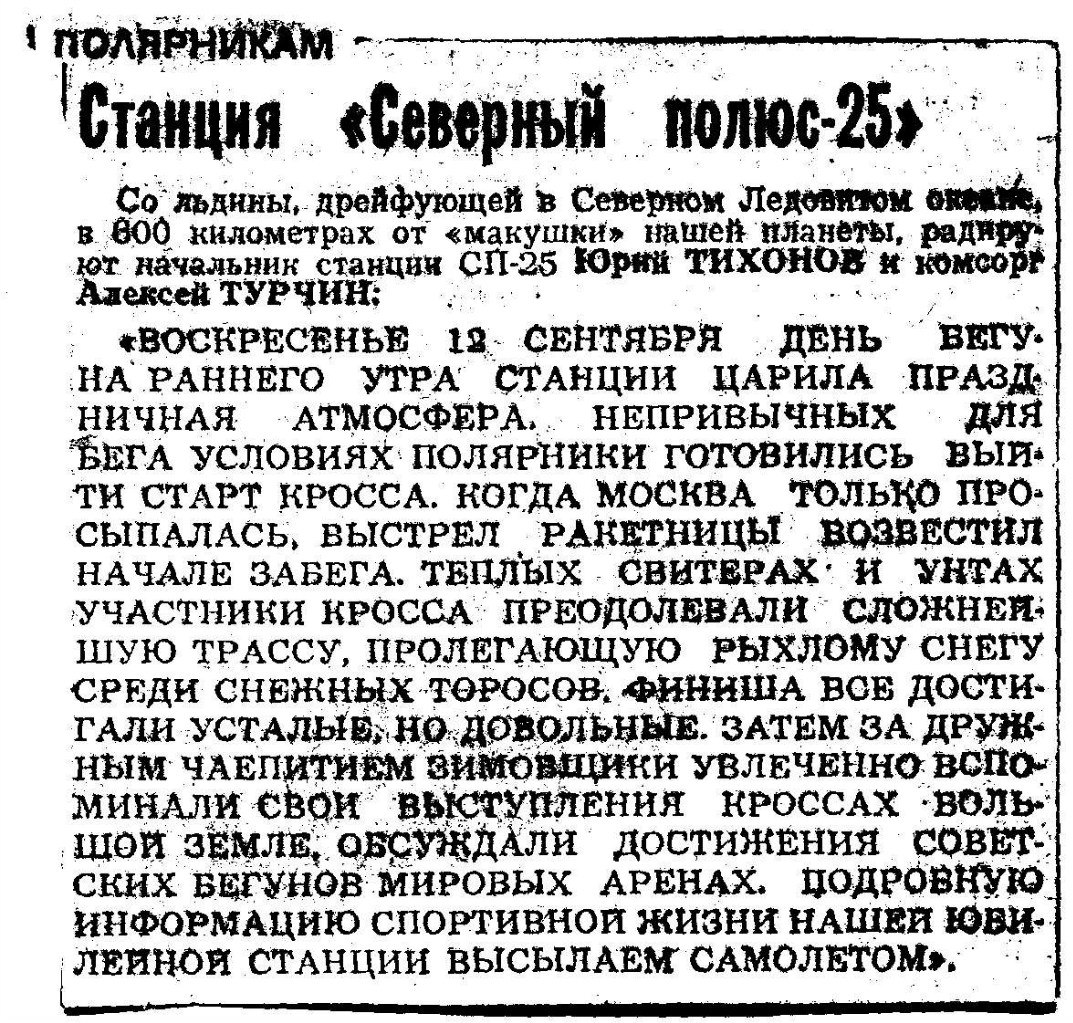
Упоминание Алексея Турчина в газетном сообщение об СП-25, газете Ленинградская правда, 1983

Стремясь получить практический опыт в полярных условиях, Алексей Турчин в 1983 отправился на дрейфующую станцию «Северный полюс-25» (СП-25) в качестве инженера автономного пункта приёма информации искусственных спутников Земли (АППИ ИСЗ). Зимовка на СП-25 стала для него серьёзным испытанием. Он столкнулся с суровыми условиями Арктики, опасностями дрейфующих льдов и психологическими трудностями длительного пребывания в замкнутом коллективе. Во время дежурства на станции он пережил опасный инцидент, провалившись в ледяную воду при обследовании льдины. Ему удалось выбраться и вернуться на станцию, избежав серьёзных последствий для здоровья. Зимовка на СП-25 позволила Турчину глубже понять особенности полярной работы и укрепила его стремление продолжать исследования в этой области.
Вернувшись с дрейфующей станции, Алексей Турчин активно занялся разработкой методов передачи ледовой информации с самолётов и спутников на суда и полярные станции. В ААНИИ он участвовал во внедрении телевизионных систем передачи данных через систему «Орбита», что значительно ускорило и упростило получение актуальной информации о ледовой обстановке.
Параллельно он продолжил обучение, поступив на заочное отделение математико-механического факультета ЛГУ для углубления знаний в области вычислительной техники и математического моделирования.

### Антарктические экспедиции
В 1986 году Алексей Турчин впервые отправился в Антарктиду, где работал на станции Молодёжная, занимаясь приёмом и обработкой спутниковой метеоинформации. Он участвовал в экспериментальных полётах самолётов Ил-76 в Антарктиду, что стало важным этапом в развитии советской антарктической авиации.
В 1987—1988 годах в составе 33-й Советской антарктической экспедиции под руководством Николая Александровича Корнилова на научно-экспедиционном судне «Академик Фёдоров» Турчин возглавлял группу по приёму и обработке спутниковой информации на борту судна.
В 1991—1992 годах Алексей Турчин участвовал в так называемом «скандинавском рейсе», организованном по запросу финских, шведских и норвежских партнёров. В рамках этой экспедиции он способствовал доставке полярников и грузов на антарктические станции скандинавских стран.

### ИНТААРИ
С конца 1980-х годов Алексей Турчин активно участвовал в международных научных проектах, сотрудничая с учёными из Финляндии, Канады и других стран. Он внёс вклад в разработку единой международной системы составления и кодирования ледовых карт. В 1989 году, совместно с канадской компанией «Интера», Турчин участвовал в создании совместного предприятия «ИНТААРИ», цель которого заключалась в выпуске гидрометеорологического оборудования и автоматизированных систем обработки и передачи данных о ледовой обстановке. С 1997 года и до конца жизни он являлся бессменным генеральным директором предприятия.
Под руководством Алексея Владимировича была организована логистическая поддержка объединённой Скандинавской антарктической экспедиции в летнем сезоне 1991—1992 годов с использованием научно-экспедиционного судна «Академик Фёдоров». Также были проведены международные арктические экспедиции «Эко Тундра» по трассе Северного морского пути и «Берингиада». В 1993 году он организовал круглогодичный фрахт научно-исследовательского судна «Профессор Мультановский» для туристических рейсов в Арктику и Антарктику, что способствовало сохранению рабочих мест для экипажа и развитию подменного состава для судна «Академик Фёдоров».
После распада Советского Союза и экономических преобразований 1990-х годов канадские партнёры прекратили сотрудничество, и компания «ИНТААРИ» была переориентирована на логистическое обеспечение полярных экспедиций. В 1994 году под руководством Алексея Турчина «ИНТААРИ» организовала несколько крупных международных экспедиций в Арктику, включая проекты на Таймыре, Северной Земле и Чукотке. Компания обеспечивала доставку учёных и оборудования в отдалённые районы, что требовало тщательного планирования и координации из-за сложных полярных условий и недостаточной инфраструктуры.
Совместно с Российской антарктической экспедицией (РАЭ) компания «ИНТААРИ» сыграла ключевую роль в восстановлении межконтинентальных авиаперевозок в Антарктиду через Кейптаун (ЮАР) на станцию Новолазаревская после десятилетнего перерыва в 1990-е годы.

### DROMLAN
В декабре 2001 года, благодаря усилиям Турчина и его команды, на Новолазаревской вновь приземлился самолёт Ил-76, открыв регулярное воздушное сообщение. Эта логистическая схема стала основой для реализации международного проекта DROMLAN (Dronning Maud Land Air Network), в котором участвуют 12 стран. Проект обеспечивает авиационное сообщение и логистическую поддержку для антарктических станций на Земле Королевы Мод. Для реализации проекта Турчин организовал в Кейптауне (ЮАР) специализированную фирму «АЛСИ» (Antarctic Logistic Centre International — ALCI).

### Международные проекты
Под руководством Алексея Турчина «ИНТААРИ» активно сотрудничает с полярными программами различных стран, обеспечивая логистическую поддержку экспедиций и проектов. Компания участвует в организации и реализации крупных научных проектов, включая Международный полярный год (МПГ) 2007—2008 годов.
«ИНТААРИ» осуществляет воздушные перевозки полярников и грузов. В том числе была проведена уникальных операций по сбросу топлива с воздуха на станцию «Восток», расположенную на Полюсе холода в центре Антарктиды. Благодаря этим поставкам стало возможным расширить период летних работ на станции и приблизить реализацию программы по вскрытию подлёдного озера Восток.

## Личная жизнь
Алексей Турчин был дважды женат. От первого брака у него есть сын Евгений. Со второй женой Екатериной у него родилась дочь Лидия. Турчин доставил своей дочери особую радость, назвав в честь неё один из трёх самолётов, обеспечивающих полярные станции в Антарктиде, и организовав для неё в семилетнем возрасте поездку в Антарктиду.

## Наследие и вклад
Алексей Владимирович Турчин внёс значительный вклад в развитие отечественных и международных полярных исследований. Его деятельность способствовала улучшению методов наблюдения и прогнозирования ледовой обстановки, развитию полярной авиации и логистики, укреплению международного сотрудничества в исследованиях полярных регионов.
Под его руководством компания «ИНТААРИ» стала одним из ключевых звеньев в организации полярных экспедиций, обеспечивая своевременную и надёжную доставку учёных и грузов в самые отдалённые и труднодоступные районы Арктики и Антарктики. В. В. Дворкин, главный конструктор направления «Навигационно-временные системы», подтверждает значительный вклад Алексея в разработку и создание системы ГЛОНАСС.
Научные публикации
- Тарашкевич В. Н., Турчин А. В., Чеботарева В. А. Разработка автоматизированного метода определения границ, разделяющих зоны различных льдов[9][10].

## Признание
В 2009 году одна из вершин Антарктиды на Земле Королевы Мод была названа в честь Алексея Турчина австрийской экспедицией под руководством Кристофа Хобенрейха — Peak Alexey Turchin (2232m, 71S 51’19.8", 9E 00’12.7").